# Жалабер, Лоран
Лора́н Жалабе́р (фр. Laurent Jalabert; род. 30 ноября 1968 года в Мазамете) — завершивший карьеру французский профессиональный шоссейный велогонщик, победитель множества классических однодневных гонок и этапов многодневок, лучший велосипедист мира второй половины 1990-х согласно рейтингу Международного союза велосипедистов. Он выиграл Вуэльту Испании 1995 года, но не побеждал на родном Тур де Франс, хотя завоёвывал там по 2 раза зелёную и, на закате карьеры, гороховую майки. Один из пяти велосипедистов, наряду с Эдди Мерксом, Алессандро Петакки, Джамолидином Абдужапаровым и Марком Кэвендишем, побеждавших в спринтерских зачётах всех трёх супервеломногодневок. Также повторил достижение Меркса и Тони Ромингера, выигравших 3 главных зачёта на одной гонке Гранд Тура. Младший брат Лорана, Николас, также профессиональный велогонщик.

## Карьера
Жалабер начал профессиональную карьеру в 1989 году, подписав контракт с командой «Toshiba». Он быстро зарекомендовал себя как смелый спринтер. В 1992 году Жалабер перешёл в «ONCE» Маноло Сайца, где раскрыл свой талант универсала, способного побеждать и на классических гонках, и на многодневках. Финиш первого этапа Тур де Франс 1994 года в Армантьере стал для него поворотным моментом. Нерасторопный полицейский задел одного из гонщиков, после чего случился завал. Велосипед Жалабера был уничтожен, а сам он подлетел в воздух и при падении разодрал себе лицо. После этого француз пообещал жене изменить стиль езды.
В 1995 году Жалабер выиграл Вуэльту, а также её спринтерский и горный зачёты. Через 5 лет после того, как он уступил только Джанни Буньо в групповой гонке чемпионата мира, в 1997 году Жалабер взял золото в гонке с раздельным стартом чемпионата мира в Сан-Себастьяне. В следующем году испанские команды по его призыву бойкотировали Тур де Франс 1998 в знак протеста против полицейского расследования, связанного с применением запрещённых препаратов. Этим поступком Жалабер надолго лишил себя поддержки французских болельщиков. В том же сезоне он единственный раз выиграл чемпионат Франции. В 2001 году Жалабер перешёл в «CSC-Tiscali», и почти сразу получил травму спины в негоночном инциденте. Победа на этапе Тур де Франс 2001 в день взятия Бастилии (что ему уже удавалось в 1995 году) вернули французу любовь болельщиков, а в следующем туре он защитил свои титулы горного короля и самого агрессивного гонщика, после чего объявил о завершении карьеры и отправился в одиночный поход в Пиренеи.
Жалабер являлся культовой фигурой для французских болельщиков, так как был их единственным соотечественником, создававшим в 1990-е году конкуренцию иностранным гонщиком в самой престижной веломногодневке. Его отличало соревновательное великодушие. Когда на Вуэльте 1995 года он догнал на последних километрах королевского этапа в Сьерра-Неваде Берта Дица, то позволил тому победить. «Я не думал, что поймаю его. Когда же я увидел, что Берт собирается бросить бороться, мне стало жалко его. Моей целью никогда не было выиграть всё. Я хотел выиграть Вуэльту». Жалабер 11 раз участвовал на Тур де Франс и выигрывал все классификации, кроме генеральной. Лучше всего он ехал Вуэльту, где выиграл в итоге 18 этапов. Когда Вуэльту перенесли с весны на сентябрь, Жалабер сумел включиться в борьбу за победу и в весенних классиках.

## Последующие годы
Завершив карьеру, Жалабер стал консультантом производителя велосипедов «LOOK», приняв участие в разработке велорам. Он комментирует велогонки для французских и люксембуржских телеканалов, порой сопровождает пелотон на заднем сиденье мотоцикла. Жалабер живёт с женой Сильвией и детьми рядом с Монтобаном. 24 мая 2009 года он был назначен главным тренером сборной Франции по шоссейным велогонкам, его главной задачей является подготовка спортсменов к чемпионатам мира и олимпиаде в Лондоне.
Жалабер продолжает участвовать в спортивных соревнованиях. Он пробежал несколько марафонов: Нью-Йоркский в 2005 году (2ч55'15"; 391-й 36 894), Барселонский в 2007 году (2ч45'52"; 62-й), Парижский в 2008 году (2ч53'14"; 536-й). В 2007 году Жалабер принял участие в цюрихских триатлонных соревнованиях Железный человек. Он шёл лишь на 966-м месте после плавания, поднялся до 91-го после велогонки, и финишировал бегом 22-м из 1850 участников с результатом 9 часов 22 минуты 29 секунд. Этот результат позволил Жалаберу отобраться на чемпионат мира в Гавайях, где он финишировал 76-м через 9 часов 19 минут 58 секунд после старта. В июне 2008 года он стал 12-м на этапе этих соревнований в Ницце, показав 2-е время в велогонке. На водно-моторных «24 часах Руана» 2009 года Жалабер занял 5-е место в зачёте «класса 1» и 1-е среди судов с четырёхтактным двигателем.

## Победы

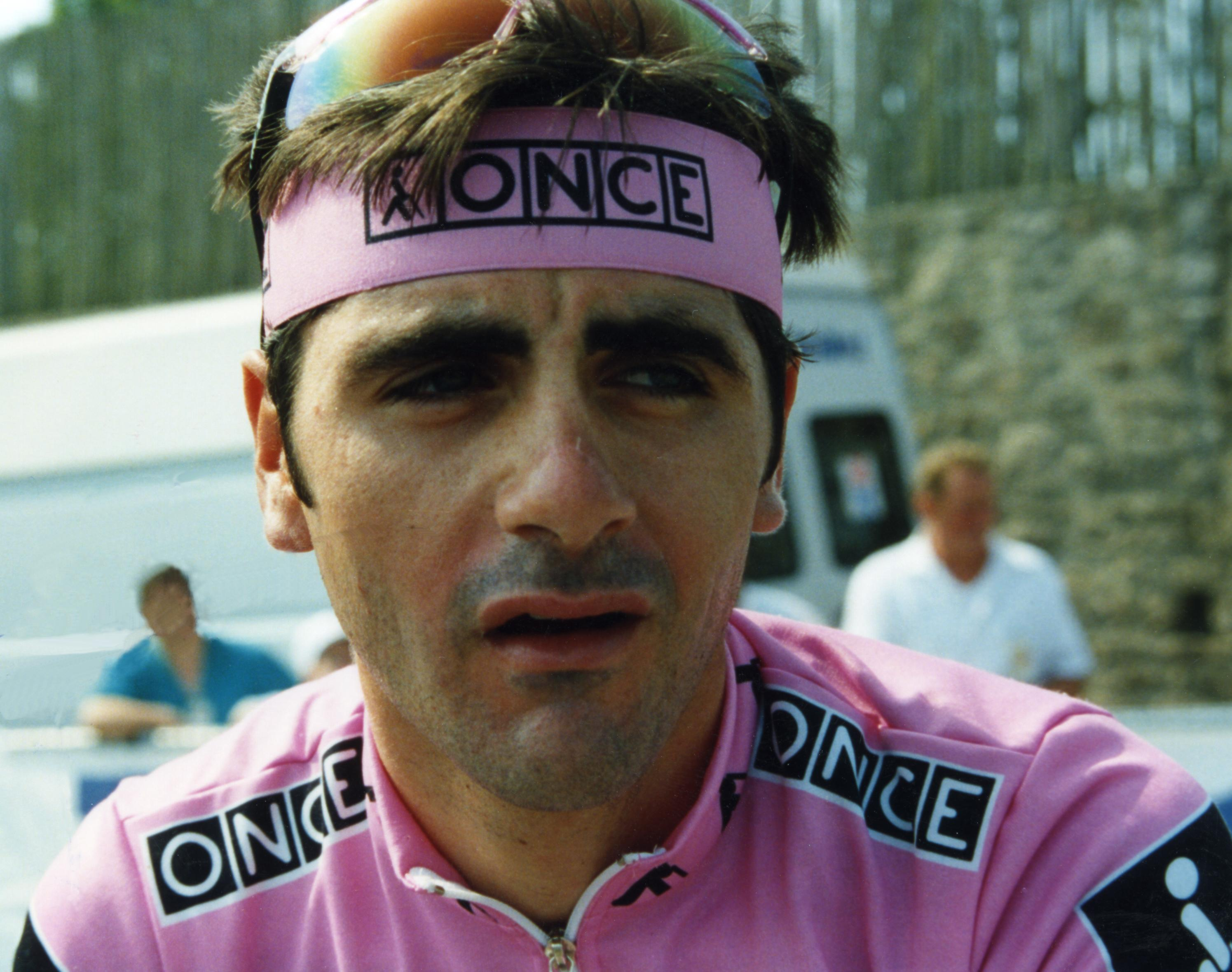
Жалабер на Тур де Франс 1993

- Чемпионат мира:
  -  Гонка с раздельным стартом (1997)
- Тур де Франс:
  -  Очковая классификация (1992, 1995)
  -  Горная классификация (2001, 2002)
  -  Самый агрессивный гонщик (2001, 2002)
  - 4 этапа
- Джиро д’Италия:
  -  Очковая классификация (1999)
  - 3 этапа
- Вуэльта Испании:
  -  Генеральная классификация (1995)
  -  Очковая классификация (1994, 1995, 1996, 1997)
  -  Горная классификация (1995)
  - 18 этапов
- Чемпионат Франции (1998)
- Милан — Сан-Ремо (1995)
- Джиро ди Ломбардия (1997)
- Флеш Валонь (1995, 1997)
- Миди Либре (1996)
- Классика Сан-Себастьяна (2001, 2002)
- Классика Альп (1996, 1998)
- Тур Романдии (1999)
- Вуэльта Каталонии (1995)
- Тур Басконии (1999)
- Тур Средиземноморья (2000)
- Критериум Интернациональ (1995)
- Classic Haribo (1996)
- Париж — Бурж (1990)
- Милан — Турин (1997)
- Трофео Луис Пуиг (1993)
- Коппа Агостони (2002)
- Рут-дю-Сюд (1996)
- Рут Адели де Витре (1997)
- Сетмана Каталана (1999, 2000)
- Тур дю От-Вар (1998, 2002)
- Тур д'Арморик (1989)
- Вуэльта Риохи (1993)
- Вуэльта Валенсии (1996)
- Вуэльта Бургоса (1997)
- Вуэльта Астурии (1998)
- Восхождение на Монжуик (1997)
- Классика Алькобендаса (1993)
- Вуэльта Мальорки (1993, 1997)
- Sète-Mont Saint-Clair (1996)
- GP de Villafranca de Ordizia (1999)
- Гран-при Тулузы (1993, 1995)
- GP Amore-Bieta (1995)
- GP d'Aarhus (2002)
- Чемпионат Франции среди военных (1988)

## Награды
- Первый номер рейтинга Международного союза велосипедистов по итогам года (1995, 1996, 1997, 1999)
- Vélo d'Or (1995)
- Французский Vélo d'Or (1992, 1995, 2002)
- Mendrisio d'Oro (1995)